# كأس أنغولا 2006
كأس أنغولا 2006 هو موسم من كأس أنغولا. كان عدد الأندية المشاركة فيه 16، وفاز فيه نادي بريميرو دي أغوستو.